# Таптыково (Рязанская область)
Таптыково — село в Сараевском районе Рязанской области России, входит в состав Высоковского сельского поселения.

## Географическое положение
Село расположено на берегу реки Пара в 2 км на юго-восток от центра поселения села Высокое и в 22 км на восток от райцентра посёлка Сараи.

## История
Таптыково в качестве села с церковью Пресвятой Богородицы Честного и славного Ее Покрова упоминается в окладных книгах 1676 года, где при ней показано «земли  20 четвертей в поле, сенных покосов на 40 копен – земля и луги великого Государя жалованья». В приходе той церкви 17 дворов детей боярских, 11 дворов рейтарских, 1 двор солдатский, 23 двора половинщиков, 8 дворов третьшиковых,  22 двора бобыльских, и всего 83 двора. Упоминаемая в XVII столетии деревянная Покровская церковь от случившегося в селе Таптыкове пожара 24 апреля 1812 года сгорела, хотя ризница, утварь и книги были спасены. В мае того же года священник Никита Алексеев с поверенным от прихожан однодворцем Исаем Акиндиновым в прошении своем к преосвящ. Феофилакту прописывал, что «прихожане расположились, вместо деревянной, сгоревшей, построить вновь каменную в храмонаименование Покрова Пресвятой Богородицы с приделом св. Живоначальной Троицы», вследствие чего и просил о выдаче сборной книги на 3 года и храмозданной грамоты, которая и выдана была от 31 мая 1812 года. До того времени, пока не окончится постройкою церковь в селе Таптыково, прихожанам сгоревшей церкви дозволено быть в приходе к селу Высокому. 
В 1821 году подано было прошение об освящении вновь построенного Троицкого придела, а в 1825 году благочинный рапортовал епархиальному начальству об окончании строением Покровской церкви, которая в том же году и была освящена.
В XIX — начале XX века село входило в состав Высоковской волости Сапожковского уезда Рязанской губернии. В 1906 году в селе было 248 дворов.
С 1929 года село являлось центром Таптыковского сельсовета Сараевского района Рязанского округа Московской области, с 1937 года — в составе Рязанской области, с 1957 года — в составе Высоковского сельсовета, с 2005 года — в составе Высоковского сельского поселения.

## Население
| 1859 | 1897  | 1906  | 2010 |
| ---- | ----- | ----- | ---- |
| 1470 | ↗1773 | ↘1732 | ↘182 |

## Достопримечательность
В селе расположена действующая Церковь Покрова Пресвятой Богородицы (1825).